# Enno Penno
Enno Penno, född 22 april 1930 i Tallinn, död 16 november 2016 i Stockholm, var en estnisk ingenjör och politiker som från 1990 var tillförordnad premiärminister i Republiken Estlands exilregering. Penno lade ned ämbetet 1992 i samband med att exilregeringen upplöstes och Estlands nya konstitution efter självständigheten trädde i kraft.

## Biografi
Penno flydde med sina föräldrar 1944 från Tallinn via Finland till Sverige. Han studerade teknikvetenskap där och blev sedermera gästforskare vid University of Illinois i USA, samt arbetade i Stockholm för Kooperativa Förbundets arkitekt- och ingenjörskontor.
Penno verkade från 1955 till 1994 inom exilpartiet Estlands demokratiska union, som hade sina rötter i den agrara rörelsen i Estland, och blev dess partisekreterare. Från 1962 till 1964 var han transportminister i Republiken Estlands exilregering samt tillförordnad utbildningsminister. Efter att exilpremiärministern Heinrich Mark övertagit exilstatschefsrollen 1990 efterträdde Penno honom som tillförordnad premiärminister. 
Pennos tid som exilpremiärminister karakteriserades av de snabba omvälvningarna under den sjungande revolutionen som redan vid hans tillträde pågick i Estland. Exilregeringen under Heinrich Mark och Enno Penno lade ned sina ämbeten den 7 oktober 1992, i samband med Lennart Meris tillträde som president för den återupprättade republiken och inledningen av den nyvalda Riigikogus mandatperiod.